# ولاية موش
وِلَايَةُ موش (بالتركية: موش ولایت/Muş ili) هي إحدى محافظات تركيا تقع في منطقة شرق الأناضول. عاصمتها مدينة موش تبلغ مساحتها 8,023 كم2 ويبلغ عدد سكانها 453,654 نسمة كما يبلغ معدل الكثافة السكانية 56/كم2 تقع في شرق تركيا.

## أعلام
- محمد ظافر شاغليان
- شمدين ساكيك